# Хабарова, Олимпиада Викторовна
Олимпиа́да Ви́кторовна Хаба́рова (1 июля 1926 — 9 января 2013) — передовик советского сельского хозяйства, телятница племенного завода «Холмогорский», Герой Социалистического Труда (1966).

## Биография
Родилась 1 июля 1926 года в селе Олово Рослятинского района Северо-Двинской губернии (ныне — Бабушкинский район, Вологодская область). В 1941 году, в 15-летнем возрасте, вместе с семьёй переехала в рабочий посёлок Цигломень неподалёку от Архангельска.
Её отец, Виктор Петрович, был призван на фронт в первые дни Великой Отечественной войны, и вскоре погиб, оставив свою жену, Ульяну Осиповну, одну с пятью малолетними детьми на руках. Поэтому, чтобы хоть как-то прокормить семью, Ульяна Осиповна перевезла семью в Холмогоры. Затем, взяв с собой свою старшую дочь Олимпиаду, она пришла в контору Холмогорского племзавода, где попросила о трудоустройстве. Вскоре их определили телятницами. Так с 1942 года Олимпиада Хабарова начала свою работу на племзаводе, которому в результате посвятила 39 трудовых лет жизни.
Будучи опытным животноводом, она добивалась отличных результатов в работе по уходу и выращиванию племенных телят. В 1951 году за высокие показатели в социалистическом соревновании по развитию общественного животноводства была награждена орденом Трудового Красного Знамени.
Указом Президиума Верховного Совета СССР от 22 марта 1966 года за достигнутые успехи в развитии животноводства, увеличении производства и заготовок мяса и молока ей было присвоено звание Героя Социалистического Труда с вручением ордена Ленина и золотой медали «Серп и Молот».
В 1973 и 1975 годах О. В. Хабарова становилась победительницей социалистического соревнования. В 1976 году была участницей Выставки достижений народного хозяйства СССР.
С 1980 года — на пенсии. В 1999 году Олимпиаде Викторовне Хабаровой было присвоено звание Почётного гражданина муниципального образования «Холмогорский район» Архангельской области.
Умерла 9 января 2013 года на 87-м году жизни. Похоронена на кладбище в селе Холмогоры.